# Faisceau pervers
En mathématiques, les faisceaux pervers sont des objets de certaines catégories abéliennes associées à des espaces topologiques, pouvant être une variété réelle ou complexe, ou des espaces plus généraux topologiquement stratifiés, éventuellement singuliers.
Le concept a été introduit dans les travaux de Joseph Bernstein, Alexander Beilinson et Pierre Deligne (1982) à la suite de la correspondance de Riemann-Hilbert, qui établit un lien entre les catégories dérivées des D-modules holonomiques réguliers et des faisceaux constructibles (en). Les faisceaux perverses sont les objets de ces derniers qui correspondent à des D-modules individuels (et non à des complexes plus généraux) ; un faisceau pervers est en général un complexe de faisceaux. Le concept de faisceaux pervers est déjà implicite dans un article de Masaki Kashiwara des années 75 sur la constructibilité des solutions de D-modules holonomiques.
Une observation clé était que l'homologie d'intersection de Mark Goresky et Robert MacPherson pouvait être décrite à l'aide de complexes de faisceaux qui sont en réalité des faisceaux pervers. Il était clair dès le départ que les faisceaux pervers sont des objets mathématiques fondamentaux à la croisée de la géométrie algébrique, de la topologie, de l'analyse et des équations différentielles. Ils jouent également un rôle important en théorie des nombres, en algèbre en théorie des représentations.

## Remarques préliminaires
Le nom de faisceau pervers est trompeur : « Les faisceaux pervers n'étant ni des faisceaux, ni pervers, la terminologie requiert une explication. » La justification est que les faisceaux pervers sont des complexes de faisceaux qui ont plusieurs points communs avec les faisceaux : ils forment une catégorie abélienne, ils ont une cohomologie, et pour en construire une, il suffit de la construire localement. L'adjectif « pervers » trouve son origine dans la théorie de l'homologie d'intersection et son origine a été expliquée par (Goresky 2010).
La définition de Beilinson-Bernstein-Deligne d'un faisceau pervers passe par la machinerie des catégories triangulées en algèbre homologique et a un très fort aspect algébrique, bien que les principaux exemples issus de la théorie de Goresky-MacPherson soient de nature topologique car les objets simples de la catégorie des faisceaux pervers sont les complexes de cohomologie d'intersection. Cela a motivé MacPherson à reformuler toute la théorie en termes géométriques sur la base de la théorie de Morse. Pour de nombreuses applications en théorie des représentations, les faisceaux pervers peuvent être traités comme une « boîte noire », une catégorie possédant certaines propriétés formelles.

## Définition et exemples
Un faisceau pervers est un objet C de la catégorie dérivée bornée des faisceaux à cohomologie constructible sur un espace X tel que l'ensemble des points x vérifiant
{\displaystyle H^{-i}(j_{x}^{*}C)\neq 0} ou {\displaystyle H^{i}(j_{x}^{!}C)\neq 0}
a une dimension réelle au plus 2i, pour tout i, où jx dénote l'inclusion du point x.
Si X est une variété algébrique complexe lisse de dimension d, alors
{\displaystyle {\mathcal {F}}[d]}
est un faisceau pervers pour tout système local {\displaystyle {\mathcal {F}}}. Si X est un schéma d'intersection plat et localement complet (par exemple régulier) sur un anneau de valuation discret hensélien, alors le faisceau constant décalé de {\displaystyle \dim X+1} est un faisceau pervers étale.

## Un exemple simple
Soit X un disque autour de l'origine dans {\displaystyle \mathbb {C} } stratifié de telle sorte que l'origine soit l'unique strate singulière. Alors la catégorie des faisceaux pervers sur X est équivalente à la catégorie des diagrammes d'espaces vectoriels {\displaystyle V{\overset {u}{\underset {v}{\rightleftarrows }}}W} où {\displaystyle \operatorname {id} -u\circ v} et {\displaystyle \operatorname {id} -v\circ u} sont inversibles. Plus généralement, les carquois peuvent être utilisés pour décrire des faisceaux pervers.

## Propriétés
La catégorie des faisceaux pervers est une sous-catégorie abélienne de la catégorie dérivée (non abélienne) des faisceaux, égale au noyau d'une t-structure appropriée, et est préservée par la dualité de Verdier.
La catégorie dérivée bornée des faisceaux l-adiques pervers sur un schéma X est équivalente à la catégorie dérivée des faisceaux constructibles et de même pour les faisceaux sur l'espace analytique complexe associé à un schéma X/C.

## Applications
Les faisceaux pervers sont un outil fondamental pour étudier la géométrie des espaces singuliers. Dans la correspondance de Riemann-Hilbert (en), les faisceaux pervers correspondent à des D-modules holonomes réguliers, ce qui leur donne donc une incarnation « naturelle ». Le théorème de décomposition (en), une vaste généralisation de la décomposition donnée par le théorème de Lefschetz dur, nécessite l'utilisation de faisceaux pervers. Les modules de Hodge sont un raffinement de la théorie de Hodge aux faisceaux pervers. L'équivalence géométrique de Satake identifie des faisceaux pervers équivariants sur la grassmannienne affine {\displaystyle \operatorname {Gr} _{G}} avec des représentations du groupe dual de Langlands d'un groupe réductif G – voir (Mirković et Vilonen 2007). Une preuve des conjectures de Weil utilisant les faisceaux pervers est donnée dans (Kiehl et Weissauer 2001).

## Théorie des cordes
Les champs sans masse de supercordes sont identifiés avec des classes de cohomologie de l'espace but (c'est-à-dire un espace Minkowski à quatre dimensions avec une variété de Calabi-Yau (CY) à six dimensions). La détermination du contenu de la matière et des interactions nécessite une analyse détaillée de la (co)homologie de ces espaces : presque tous les champs sans masse dans le modèle physique effectif sont représentés par certains éléments de (co)homologie.
Cependant, une conséquence troublante se produit lorsque l’espace cible est singulier. Un espace cible singulier signifie que seule la partie de la variété de CY est singulière car le facteur d'espace de Minkowski est lisse. Une variété de CY singulière est appelée un conifold, ses singularité étant coniques.
Or différentes théories cohomologiques sur des espaces singuliers donnent des résultats différents, ce qui rend difficile la détermination de la théorie que la physique peut privilégier. Plusieurs caractéristiques importantes de la cohomologie, qui correspondent aux champs sans masse, sont basées sur les propriétés générales de théories des champs, en particulier les théories des champs des surface d'univers bidimensionnelle (2,2) supersymétrique. Ces propriétés devraient être valables pour des espaces buts singuliers et lisses.
Tristan Hübsch a conjecturé ce que devrait être cette théorie cohomologique pour les espaces cibles singuliers.